# 파파토에토 AFC
파파토에토에 AFC(Papatoetoe Association Football Club)는 뉴질랜드 파파토에토에를 연고로 하는 아마추어 축구단이다. 현재는 NRF 챔피언십에 참가하고 있지만 과게에는 2번의 NRFL 프리미어 리그 우승을 기록했었다.